# Московская компания

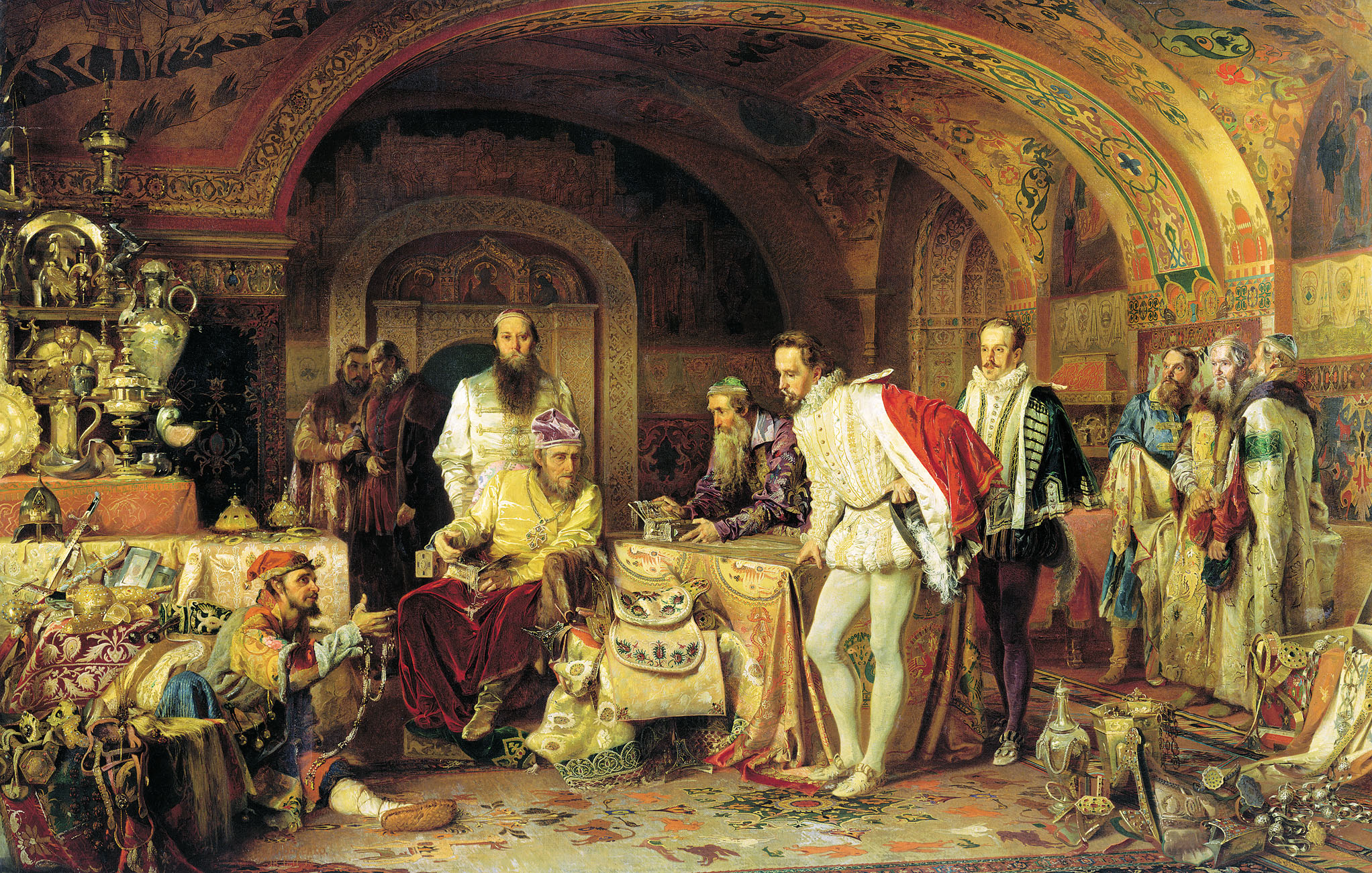
Иоанн Грозный показывает свои сокровища английскому послу Горсею (А. Литовченко, 1875)

Московская компания (англ. Muscovy Company) — английская торговая компания. Предприятие было основано в 1551 году и до 1698 года обладало монополией на торговлю с Россией. Вслед за Остзейской компанией, обозначала сферу своих интересов эмблемой фантастического вьючного животного с головой осла и крупом верблюда.

## Учреждение компании
В 1551 году по инициативе известного мореплавателя Себастьяна Кабота и математика и астронома Джона Ди, поддержанных регентом Джоном Дадли, герцогом Нортумберлендским, в Лондоне была создана «Mystery and Company of Merchant Adventurers for the Discovery of Regions, Dominions, Islands, and Places unknown», что можно перевести как «Торговая компания купцов-путешественников для открытия земель, стран, островов и неизвестных мест».
Русский историк XIX века Ю. В. Толстой переводил название компании как «Общество купцов, искателей открытия стран, земель, островов, государств и владений неизвестных и доселе не посещаемых морским путем». Советский исследователь Арктики Владимир Визе переводил его следующим образом: «Общество купцов-изыскателей для открытия стран, земель, островов, государств и владений неведомых и доселе морским путем не посещённых». Инженер-кораблестроитель и краевед Беломорья Леонид Георгиевич Шмигельский в очерке «Два плавания Ричарда Ченслера», опубликованном в сборнике «Остров Розовый в море Белом», переводил название компании как «Общество купцов-искателей для открытия неизвестных и до этого обычно не посещаемых морским путем стран, областей, островов, владений и княжеств».

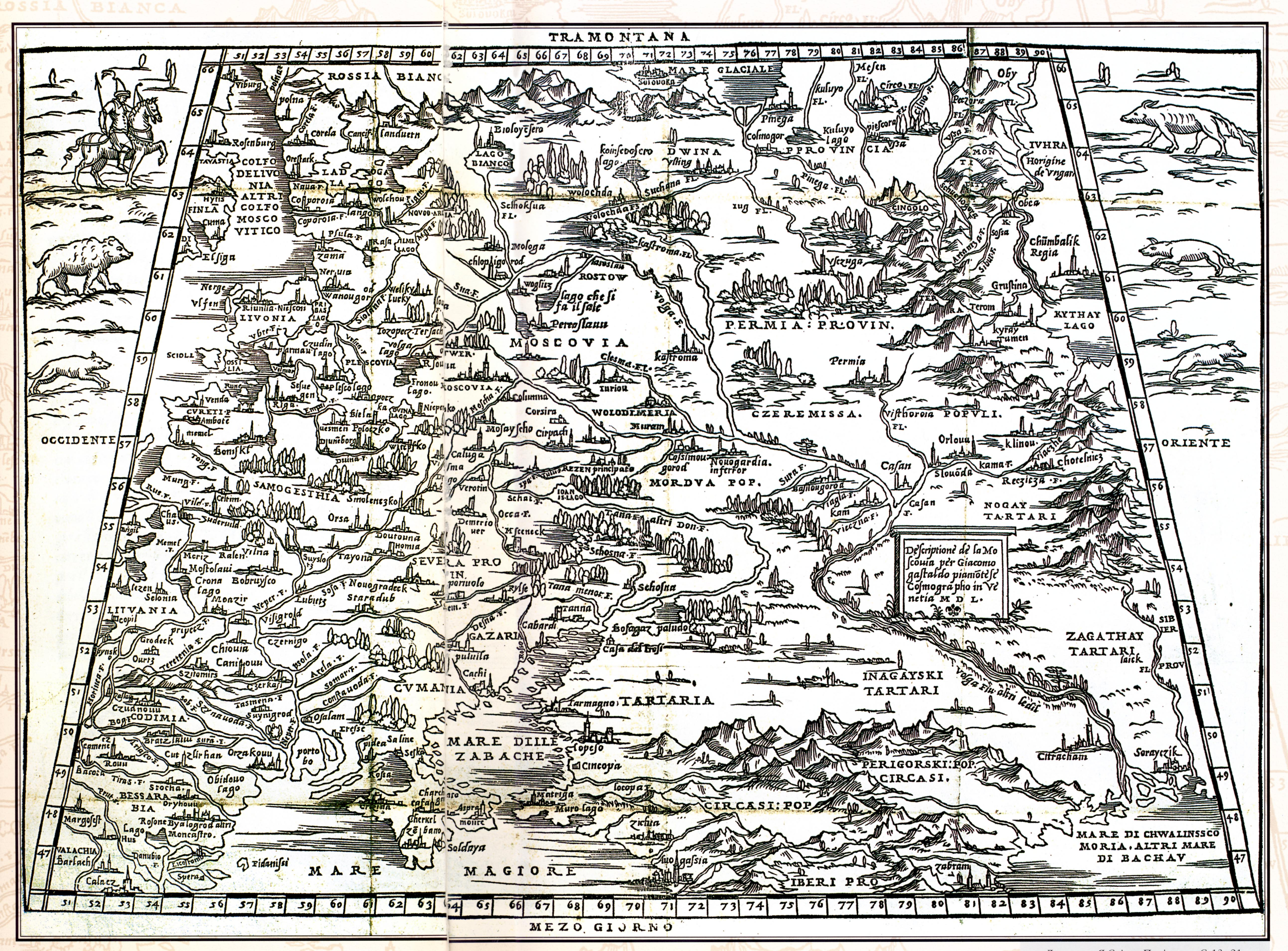
«Китайское озеро» на карте Джакомо Гастальди из итальянского издания «Записок о Московии» С. Герберштейна 1551 г.

Предшественницей компании была созданная ещё во второй половине XIV века лондонская гильдия купцов-путешественников, имевшая своим покровителем Св. Томаса Бекета и в 1485 году получившая привилегии от короля Генриха VII.
Первичный капитал компании, составлявший 6000 фунтов стерлингов, состоял из 240 паёв. Эти паи, стоимостью 25 фунтов стерлингов каждый, были приобретены 201 человеком, из которых 199 были мужчинами и 2 женщинами. Помимо Джона Дадли, среди учредителей компании насчитывалось немало других представителей высшей знати, в частности, лорд-хранитель печати Уильям Герберт, граф Пембрук, лорд-дворецкий Генри Фицалан, граф Арундел, адмирал Уильям Говард, граф Эффингем и другие. Компания стала первой коммерческой организацией, устав которой был утверждён парламентом.
Изначально компания намеревалась найти так называемый Северо-восточный проход к Китаю и разрушить торговую монополию Испании и Португалии.
В те годы в европейской географии господствовали ошибочные представления, согласно которым из Европы в Китай возможно было попасть северным путём через реку Обь. В частности, ещё в 1525 году итальянский ученый-гуманист Павел Иовий Новокомский в «Книге о Московитском посольстве к папе Клименту VII» со слов русского посланника Дмитрия Герасимова сообщал, что из Северной Двины «можно добраться на кораблях до страны Китая».
В 1540-е годах австрийский дипломат Сигизмунд Герберштейн, побывавший в России в 1517 и 1526 годах, составил карту Сибири, на которой в верховьях Оби было показано огромное озеро, названное им «Китайским» (Kitai lacus), неподалёку от которого располагался город «Кумбалик» (Ханбалык), совр. Пекин. Такое же озеро указывалось на опубликованной в 1562 году в Лондоне «Карте Руссии, Московии и Тартарии» Энтони Дженкинсона.

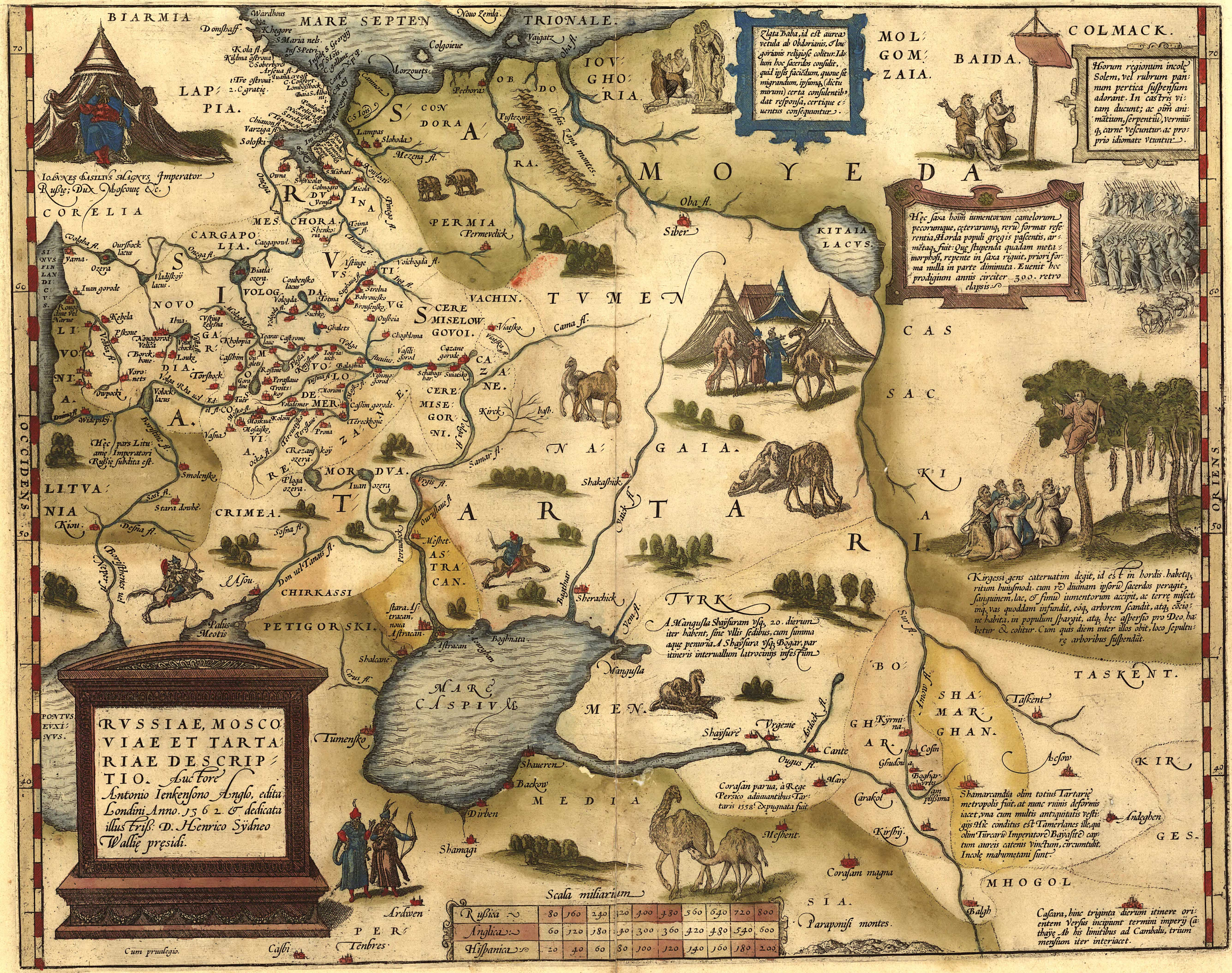
«Китайское озеро» в верховьях Оби на «Карте Руссии, Московии и Тартарии» Энтони Дженкинсона (1562)

Компания снарядила экспедицию из трёх кораблей: 160-тонного «Эдуард Бонавентура» (Edward Bonaventure), 120-тонного «Бона Эсперанса» (Bona Esparanza) и 90-тонного «Бона Конфиденца» (Bona Confidentia), которая вышла из Лондона 10 мая 1553 года. Главой экспедиции был избран сэр Хью Уиллоби (Hugh Willoughby), имевший чин «капитан-генерала» и не обладавший практическим опытом морской навигации, но имевший поддержку при королевском дворе. Под его командование отдан был лучший корабль — «Бона Эсперанса». Самым маленьким кораблем — «Бона Конфиденца» — командовал Корнелий Дюрферт. Опытный шкипер из Бристоля Ричард Ченслор (Richard Chancellor) по рекомендации Р. Хаклюйта-старшего назначен был капитаном самого крупного корабля — «Эдуард Бонавентура» (Edward Bonaventure).

## Первое путешествие

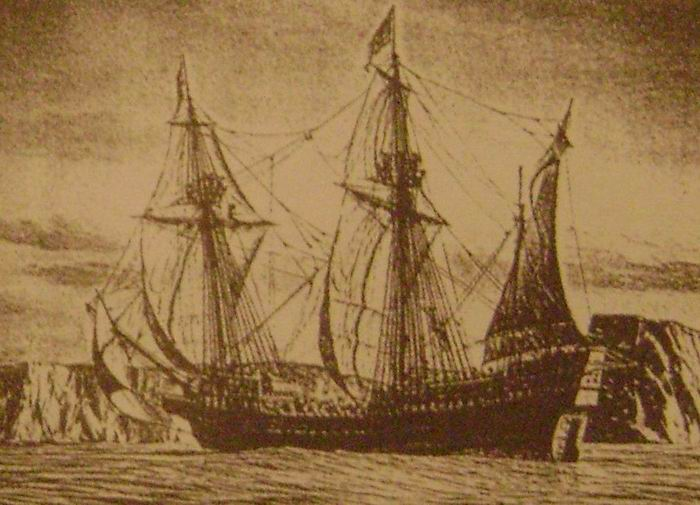
«Эдуард Бонавентура» огибает безымянный мыс, который капитан корабля Ричард Ченслор назовёт Нордкап (1553)

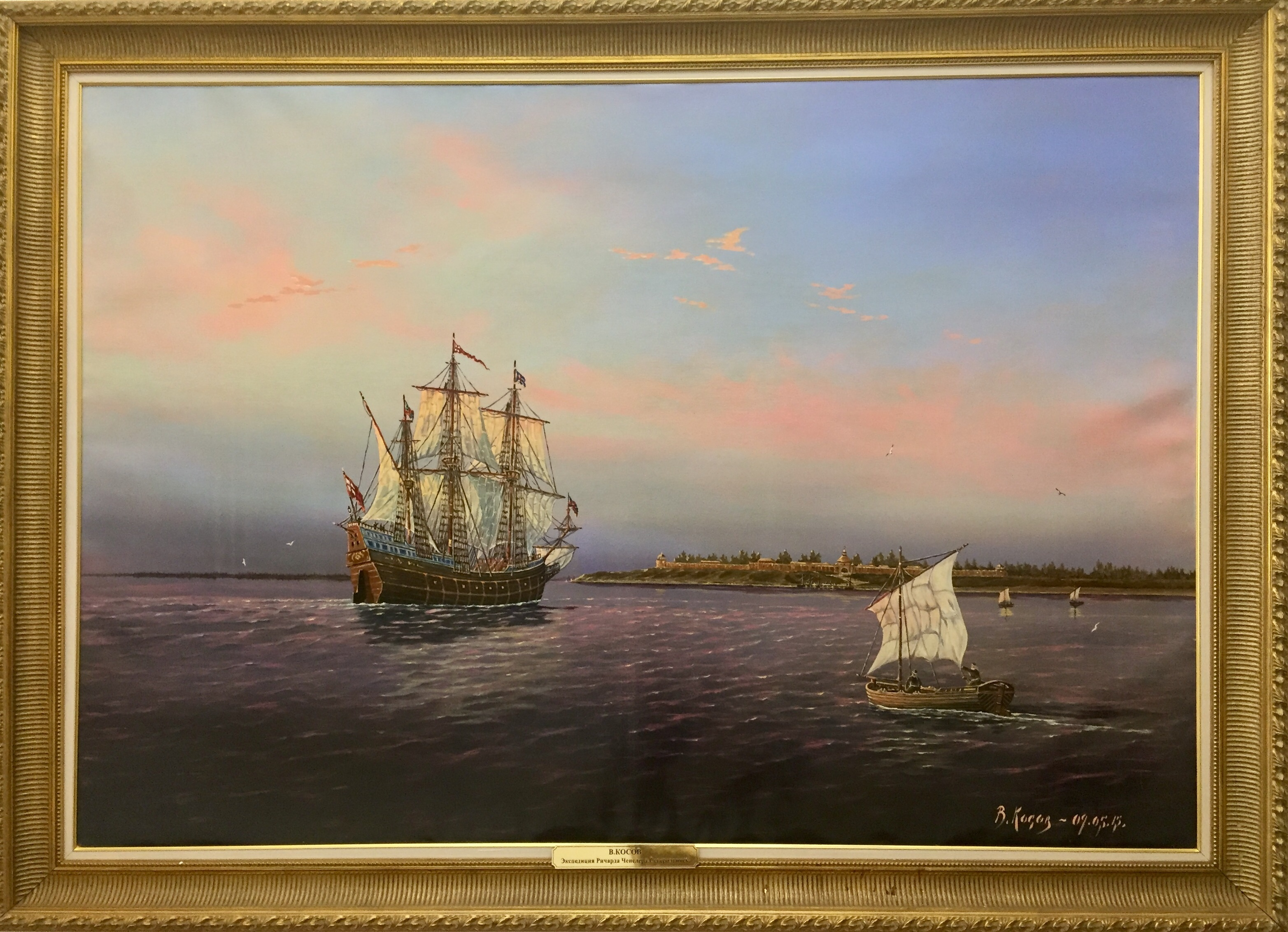
Экспедиция Ричарда Ченслера 1553 года. Ненокса. Ягры. Художник В.Косов, 2015

Корабль, которым командовал Ченслор, попал в шторм у Лофотенских островов и отделился от двух других кораблей вблизи Вардехуса. Уиллоби на двух кораблях достиг Баренцева моря и Новой земли. Некоторое время он шёл вдоль побережья, а затем повернул на юг. 14 сентября 1553 года он встал на якорь в губе реки Варзина, где погиб вместе с командой двух кораблей во время зимовки. В мае 1554 года занимавшиеся рыбным промыслом поморы нашли в гавани два корабля на приколе, на которых было обнаружено 63 трупа, в том числе и тело капитана Хью Уиллоби.
Ченслор благополучно доплыл до Белого моря. 24 августа 1553 года он вошёл в Двинский залив и пристал к берегу в бухте св. Николая, где был тогда Николо-Корельский монастырь, а впоследствии основан город Северодвинск. Ченслор поехал в Холмогоры, где представился воеводе Фофану Макарову. Воевода отправил Ченслора в Москву, к Ивану Васильевичу.
В Москве Ченслор получил аудиенцию у царя. Ченслор передал Ивану Васильевичу письмо от Эдуарда VI, написанное на нескольких языках всем северным правителям. Царь в ответном письме разрешил торговать в России английским купцам. В феврале (или марте) 1554 года Ченслор выехал из Москвы.

## Московская компания
В 1555 году «Mystery» была переименована в «Московскую компанию». Новая компания получила патент от королевы Марии Тюдор. Первым говернором компании назначен был Себастьян Кабот.

### Управление компанией и её привилегии
Компания ежегодно избирала 28 правительственных членов; из них четверо назывались консулами, а двадцать четыре — ассистентами. В отсутствие говернора компанией управляли консул и 12 ассистентов. Торговые и судебные дела решались голосованием — требовалось 15 голосов, включая голос говернора и двух консулов. Компания имела право приобретать земли, но не более, чем на 60 фунтов стерлингов в год, издавать свои правила, наказывать членов компании, для чего иметь своих сержантов, строить и снаряжать свои корабли, торговать во всех портах, делать завоевания и приобретать страны и города в открытых землях, противодействовать совместным действиям торгующих в России иностранцев и даже англичан, если они не являются членами Московской компании.
Административный штат компании был довольно раздутым. Её возглавляли 2 президента, 4 консула, при которых состояли 24 ассистента. Финансовые документы демонстрируют сложную систему счетов, не характерную для обычной гильдии купцов. «Двойная бухгалтерия» курировалась дополнительным казначеем и секретарем в Лондоне, что, по мнению специалистов, было уникальным для торговой организации того времени.

### Льготная грамота 1555 года

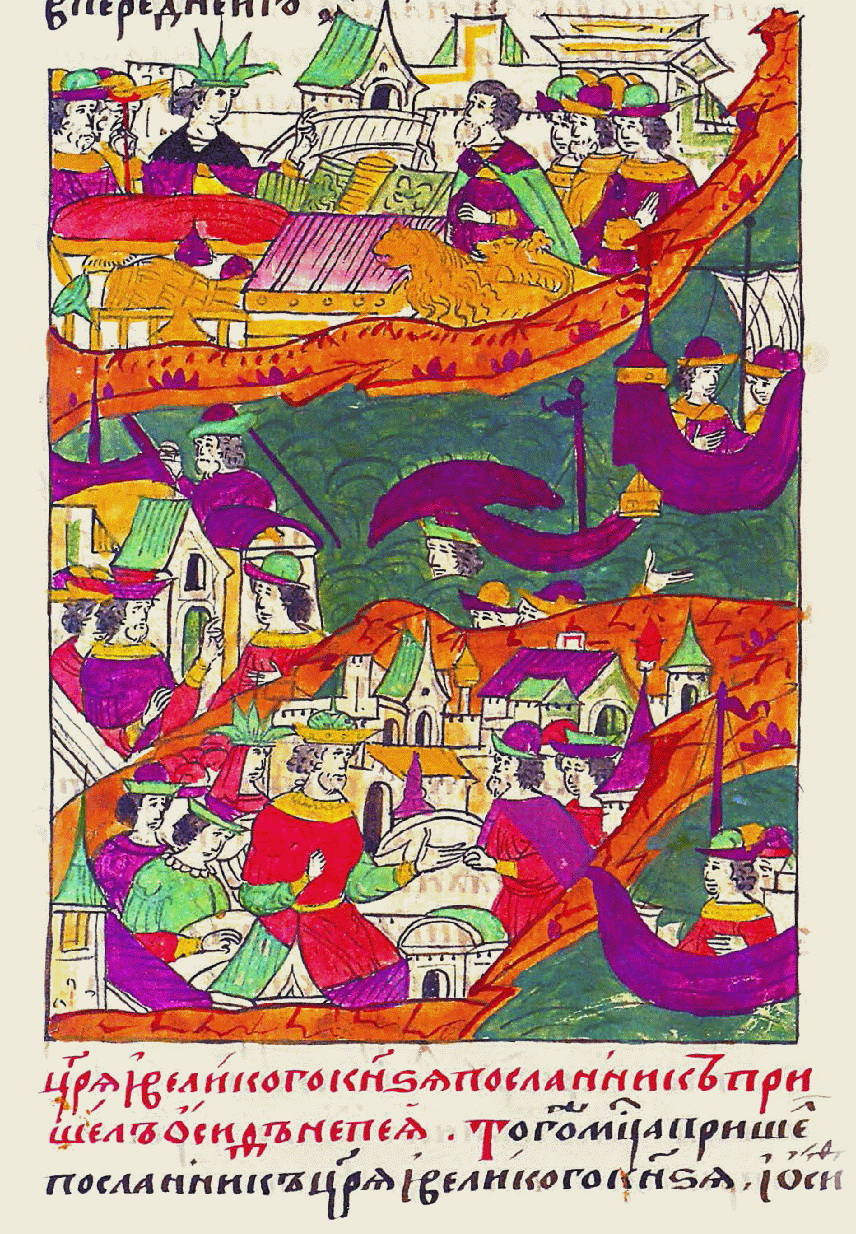
Иван IV отправляет Осипа Непею в Англию. Миниатюра Лицевого летописного свода. XVI век

В 1555 году Ченслор ещё раз отправился в Москву. Царь выдал льготную грамоту для английской компании. Грамота давала право свободной и беспошлинной торговли оптом и в розницу, построить дворы в Холмогорах и Вологде (дворы не облагались податями), подарил двор в Москве у церкви св. Максима, компания могла иметь собственный суд, при рассмотрении торговых дел суд совершал царский казначей. Таможенники, воеводы и наместники не имели права вмешиваться в торговые дела компании, компания могла нанимать русских приказчиков (не более одного в каждом дворе).
Ченслор отправился назад в Англию. С ним в посольство к английской королеве поехал дьяк посольского приказа Осип Непея. У берегов Шотландии корабль «Эдуард Бонавентура» потерпел крушение. Ченслор утонул, погибли большая часть русских купцов и посланников, а также все подарки, предназначенные для королевы Марии Тюдор и ее супруга Филиппа II Испанского.
Чудом спасшийся Осип Непея сначала доставлен был в пограничную с Шотландией крепость Бервик, а затем с почетом был встречен за 12 миль от Лондона 80 членами компании. В марте 1557 года он имел аудиенцию у короля и королевы, после чего с ним проведены были официальные переговоры. Затем вместе с английским послом Энтони Дженкинсоном Непея вернулся в Россию на корабле «Первоцвет» (Primrose), привезя с собой две грамоты для русского царя, немало ценных подарков и специалистов, в том числе врача и аптекаря.

## Поиски торговых путей
Ежегодно из Англии начали прибывать караваны кораблей. Они шли вокруг Норвегии до устья Двины.
Компания хотела осуществить свои планы открыть торговые пути в Китай. Летом 1555 года Стивен Бэрроу из Колы доплыл до Оби, посетил Печору, Новую землю и Вайгач. В 1557 году член компании Энтони Дженкинсон предложил царю открыть торговый путь в Китай через Бухару. Англичане имели сведения о том, что в Китай из Бухары ходят караваны. Царь разрешил проезд до Астрахани.
Дженкинсон выехал из Москвы 23 апреля 1558 года, в Астрахань прибыл 14 июля. Путешествие проходило по Москве-реке до Коломны, оттуда по реке Ока до Нижнего Новгорода, а потом по Волге в Астрахань. Из Астрахани Дженкинсон отправился в Бухару. В Бухаре он узнал, что караваны в Китай уже не ходят. Он вернулся в Москву в сентябре 1559 года.
В 1561 году Дженкинсон ещё раз приехал в Москву, и предложил открыть торговый путь в Персию. В это время в Москве был персидский посланник. Дженкинсон вместе с посланником совершил путешествие до Астрахани. Путешествие оказалось неудачным. Персия получала европейские товары из Турции.
В 1607 году Московская компания наняла капитана Генри Гудзона на поиски северо-восточного пути в Азию.

## Патент 1567 года
В 1567 году королева Елизавета Тюдор выдала компании новый патент. За компанией остался монопольный доступ к Беломорскому пути. Новая льготная грамота была выдана компании и в Москве. Компания получила право беспошлинной торговли, но должна была предоставить право царской казне первой совершать закупки — это старинное русское правило соблюдалось с XV века.
Компания получила право строить в разных городах дворы, нанимать русских работников. В Вологде разрешалось построить канатную фабрику (Вологда была центром российского льноводства), в Вологде было отведено место для поиска железной руды. Царь мог арестовывать членов компании и их имущество. Разрешалось хождение английской монеты в Москве, Новгороде и Пскове. Компания могла отправлять свои «комиссии» для охраны своих товаров от разбойников, пользоваться ямскими лошадьми. Ни один корабль (даже английский), не принадлежащий Московской компании, не мог заходить в Печору, Обь, Колу, Мезень, Печенгу, Холмогоры, Соловецкий остров. Ни один иностранец (даже англичанин, не входящий в компанию) не мог следовать через Россию в Китай, Персию, Бухару, Индию. Члены компании имели право сами ловить таких путешественников и конфисковывать их имущество.
Подобные привилегии позволили компании занять важные места в России. В 1567 году компания открыла свою главную контору в Москве, Ричард Грей в Холмогорах построил прядильную фабрику. Свои дворы компания имела в Новгороде, Пскове, Ярославле, Казани, Астрахани, Костроме, Ивангороде. Остальные иностранные купцы должны были хранить свои товары на общественных гостиных дворах.
Английские купцы завышали цены на свои товары, занижали на российские. Это вызывало недовольство, и царь в 1569 и 1572 году жаловался на компанию английскому послу. Со своей стороны английские купцы жаловались на неплатежи и долги. Для решения проблем в Москву приезжал Дженкинсон. Иван Грозный ограничил права компании, в Казань и Астрахань компания могла заходить с разрешения царя. Компания должна была платить половину от таможенных сборов.
В 1567 году через одного из руководителей компании — Энтони Дженкинсона — Иван Грозный вёл переговоры о браке с английской королевой Елизаветой I. Брак обеспечивал царю возможность убежища в Англии в случае катастрофических последствий Ливонской войны.

## Утрата монополии

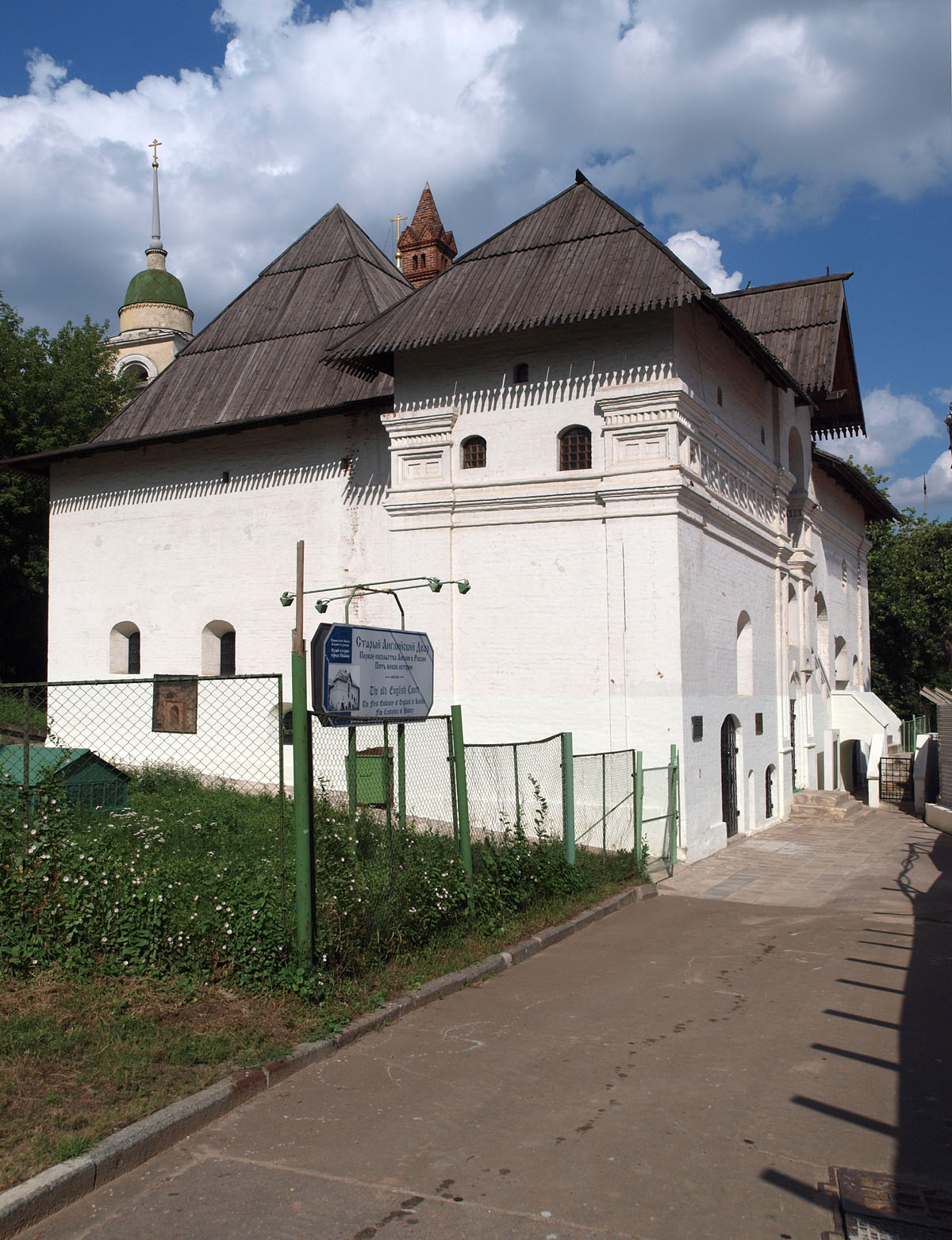
Старый английский двор в Москве (улица Варварка, 4).

После Ливонской войны иностранцы получили разрешение торговать на российском севере. Англичане пытались вернуть свою монополию на торговлю через российский север. После смерти Ивана Грозного Фёдор I Иоаннович послал в Лондон посла Бекмана. Фёдор Иоаннович предлагал королеве вернуть монопольные права на торговлю с Россией в обмен на свободную торговлю русских гостей в Англии. В ответ английская королева попросила дать Московской компании монополию на торговлю со всей Россией, закрыв доступ в Россию всем иностранным купцам. Однако русский посол, по словам крупнейшего историка елизаветинской эпохи Уильяма Кемдена, от имени своего государя заявил, что «несправедливо одним разрешать то, что другим запрещается», поскольку нужно, «чтобы торговля, согласно международному праву, была разрешена всем, а не служила в виде монополии обогащению небольшого числа людей».

## Привилегия 1587 года
В 1587 году царь выдал компании привилегию торговать свободно и беспошлинно, но только оптовой торговлей. Члены компании могли через Россию путешествовать в другие страны, но товары они могли покупать только в царской казне, и закупленные в других странах товары, тоже должны были продаваться казне.
Компания могла держать дворы в Москве, Холмогорах, Ярославле, Вологде.

## Регулирование деятельности членов компании
Члены Московской компании выступали не от своего имени, а от имени компании. Иногда это приводило к недоразумениям.
После банкротства члена Московской компании Антона Мерша с долгом в 23 тысячи рублей, начался дипломатический скандал. Для его разрешения в 1588 году в Москву приехал посол Флетчер. Русские купцы, торгуя с Мершем, считали его гостем, и думали, что по его долгам будут отвечать английские гости. Английские гости считали, что Мерш торговал от своего имени. В результате переговоров было решено, что гости, торгующие в России, должны находиться в ведении гостинного приказчика. Составлялось два списка гостей: один хранился в Посольском приказе, другой — у гостинного приказчика. Изменения в составе гостей должны были заноситься в оба списка.
Компании запретили нанимать русских служащих. Ярославец по имени Вахрум, работавший у английского гостя, тайно перевозил через литовскую границу англичан.

## Царствование Бориса Годунова
Борис Годунов оставил привилегии за Московской компанией, но не расширил её права. Английские послы просили права свободного прохода в Персию и Китай, но однозначного ответа от царя не получили.

## Царствование Михаила Фёдоровича
Михаил Фёдорович оставил Московской компании право беспошлинной торговли, но компания обязывалась поставлять в царскую казну ткани и прочие товары по ценам, по которым они продаются в стране изготовления. Компании запрещалось вывозить шёлк, ввозить табак.
В 1619 году были выданы привилегии на 23 человека. По этим привилегиям торговали 70 человек. Беспошлинная торговля в России дала возможность Московской компании захватить российский оптовый рынок. Англичане скупали оптом российские товары, и продавали их в Архангельске иностранным купцам. Такое положение дел было выгодно мелким и средним российским торговцам, но подрывало крупную торговлю.

## Царствование Алексея Михайловича
В 1646 году российские гости подавали челобитную царю с просьбой ограничить деятельность Московской компании. В 1649 году был казнён Карл I. Это дало повод Алексею Михайловичу ограничить деятельность Московской компании. За компанией осталось право торговать в Архангельском порту. После воцарения Карла II деятельность была восстановлена. Англия пыталась вернуть привилегии, но безуспешно.

## Утрата монополии и торговых привилегий
Компания утратила свои монопольные привилегии в 1698 году в ходе преобразований Петра I.
Компания прекратила операции в 1808 году.

## Память
В 1994 году здание компании (Старый английский двор, ул. Варварка, 4) во время своего визита в Москву посетила королева Елизавета II.